# Pseudosphex paraensis
Pseudosphex paraensis là một loài bướm đêm thuộc phân họ Arctiinae, họ Erebidae.